# Fălticeni
Fălticeni es una ciudad con estatus de municipiu de Rumania en el distrito de Suceava.

## Geografía
Se ubica unos 20 km al sur de la ciudad de Suceava sobre la carretera E85.

## Demografía
Según estimación, en 2012 contaba con una población de 31 068 habitantes.
| 1948   | 1956   | 1966   | 1977   | 1992   | 2002   | 2012   |
| 10 563 | 13 305 | 17 839 | 20 656 | 32 807 | 29 787 | 31 068 |